# El Toro (Wenezuela)
El Toro – miasto w Wenezueli, w stanie Zulia.